# Henri Lugagne-Delpon
Henri Marie Émile Lugagne-Delpon, né le 9 janvier 1921 à Sorgues (Vaucluse), mort le 15 décembre 1970 à Pamiers, est un ecclésiastique français, évêque de Pamiers de 1968 à 1970 à sa mort dans un accident de la route.

## Biographie
Né à Sorgues, dans le Vaucluse, après des études ecclésiastiques à Lyon puis à Rome, il est ordonné prêtre le 18 septembre 1948 et nommé vicaire à Cavaillon en 1950. Directeur de la Maison des Œuvres, il est nommé directeur du Petit-séminaire d'Avignon en 1955.
Il est sacré évêque de Pamiers le 2 juillet 1968 dans la Cour d'honneur du Palais des papes en Avignon par Maurice-Mathieu-Louis Rigaud, archevêque d'Auch assisté par Eugène Polge alors évêque titulaire de Curubis (de) (deviendra archevêque d'Avignon le 25 juin 1970) et Cyprien Tourel, évêque de Montpellier.
Il est inhumé dans la cathédrale Saint-Antonin de Pamiers.